# Cantó de Mirapeis
El cantó de Mirapeis és un cantó del departament francès de l'Arieja, a la regió d'Occitània. Està inclòs al districte de Pàmies i té 35 municipis. El cap cantonal és Mirapeis.

## Llista de municipis
- Aigasvivas
- La Bastida de Bosinhac
- La Bastida d'Èrç
- Bèllòc
- Becet
- Camon
- Casal dels Bailes
- Cotens
- Dun
- Esclanha
- La Garda
- La Pena
- La Ròca d'Òlmes
- Leran
- Limbrassac
- Malagoda
- Mansas
- Mirapeis
- Montbèl
- Molin Nòu
- Le Peirat
- Pradetas
- Regat
- Riucròs
- Romengós
- Sant Felitz de Tornagat
- Santa Fe
- Sant Jolian de Gras Capon
- Sant Quentin
- Tabre
- Telhet
- Tortròl
- Tròia
- Vals
- Vivièrs